# Środkowoeuropejski Teatr Działań Wojennych
Środkowoeuropejski (Centralny) Teatr Działań Wojennych (SE TDW) – teatr działań wojennych; jeden z rejonów traktatowych Sojuszu Północnoatlantyckiego. 

rozmeiszczenie korpusów na SE TDW

## Charakterystyka
Środkowoeuropejski Teatr Działań Wojennych był częścią Europejskiego Teatru Wojny i obejmował kraje Europy Zachodniej, w tym terytorium Francji (do 1966), RFN, Belgii, Holandii i Luksemburga. Jego szerokość z północy na południe wynosiła około 700 km, a głębokość od 250 do 500 km. Był uważany za najważniejszy teatr działań na ETW.  Przewidywano, że na tym teatrze będą wykonywane decydujące uderzenia konwencjonalne i jądrowe,.

 Stratedzy NATO oceniali, że jego północna część jest dogodna do prowadzenia działań bojowych przez wszystkie rodzaje sił zbrojnych, natomiast w części południowej i południowo-zachodniej działania przeciwnika będą kanalizowane przez ukształtowanie terenu. Według nich, w  środkowej części RFN, główne uderzenie wojsk Układu Warszawskiego miało nastąpić przez korytarz Góttingen (Góttingen Corridor) z zadaniem opanowania Zagłębia Ruhry. Na południu natomiast, główne uderzenie miało nastąpić przez Przełęcz Fulda (Fulda Gap) i Przełęcz Meiningen (Meiningen Gap) w kierunku Frankfurtu, a dalej w kierunku granicy francuskiej; drugi kierunek przez Przełęcz Coburg (Coburg Gap) i Korytarz Hof (Hof Corridor) w kierunku na Monachium. Dodatkowo liczono się z możliwością ataku z terytorium Czechosłowacji przez Przełęcz Cheb (Cheb Gap) oraz z rejonu Lasu Bawarskiego przez Korytarz Dunaju oraz z terytorium Węgier przez Nizinę Dunaju.

## Wojska
Na czele wojsk Środkowoeuropejskiego Teatru Działań Wojennych stało Dowództwo Połączonych Sił Sojuszniczych Europy Centralnej AFCENT mające swoją siedzibę w Brunssum w Holandii. 

Najliczniejszym rodzajem sił zbrojnych były wojska lądowe zgrupowane w dwóch związkach operacyjnych: Północnej Grupie Armii NORTHAG oraz Centralnej Grupie Armii CENTAG. Z ogólnej liczby dywizji znajdujących się na Centralnym TDW, 40% stanowiły dywizje pancerne, 50% dywizje zmechanizowane, a pozostałe to dywizje powietrznodesantowe i lekkie dywizje piechoty. W uzbrojeniu korpusów obydwu związków znajdowały się środki przenoszenia broni jądrowej, w tym rakiety, miny oraz haubice 203 mm i 155 mm, przystosowane do strzelania amunicją jądrową.

Połączone siły powietrzne zgrupowane były w 2. i 4. Połączonych Taktycznych Siłach Powietrznych i podlegały Dowództwu Połączonych Sił Powietrznych Centralnej Europy AAFC w Ramstein.